# Базыр-оол, Солаан Кыргысович
Солаан Кыргысович Базыр-оол (3 сентября 1935 − 1993) — музыкант, самодеятельный композитор, преподаватель музыки, заслуженный работник культуры Тувинской АССР.

## Биография
Родился 3 сентября 1935 года в селе Чаа-Холь Улуг-Хемского кожууна(в местечке Үрбүн, что ниже устья реки Хемчик на противоположной стороне реки Енисей). В два месяца от рождения он ослеп от перенесенной оспы. В школу он пошел в 9-летнем возрасте, учился на «отлично». Начальную школу окончил экстерном за 2 года. С ранних лет начал учиться играть на мандолине и балалайке, обладал удивительным музыкальным слухом. Первыми преподавателями нотной грамоты и игры на баяне были Владимир Муравьев и Степан Гилев, работавшие в те годы в СДК (сельский дом культуры), куда Солаан ходил заниматься после уроков. В 1953 году был отправлен в Оренбургскую школу для слепых. 17-летним, очень симпатичным, достаточно музыкально грамотным парнем он возвращается в Тыву. Вскоре его приглашают работать в Чаа-Хольскую школу переводчиком уроков физики, математики, географии, истории. Так как работали очень много молодых учителей из разных уголков Советской страны.С 1960 по 1963 годы учился в специальном Курском музыкальном училище на баяниста. С 1964 года начал работать в Шагонарской детской музыкальной школе. Помимо этого работал в Домах культуры республики, сочинил много песен, гастролировал по всем кожуунам. В одно время даже работал художественным руководителем в Баян-Кольском Доме культуры. С 1965 года трудился в Кара-Хаакской школе.

## Деятельность
Творческая деятельность С. К. Базыр-оола началась в 1955 году после его встречи с известным композитором С. Ф. Кайдан-Дешкиным, которому юноша показал свою первую песню «Черемуха» на стихи Ю. Кюнзегеша. Писал песни для детей. пользуется успехом первая песня на слова Ч. Серен-оола — «Арыкчыгаш» («Ручеек»). Особенно популярны его песни «Зачем прячешься от меня?», «Хадын». Ансамбль «Саяны» исполнял его песню «Декей-оо» в Киргизии, на Украине, в Якутии и Монголии. Его лучший вальс «В осеннем саду» звучал по Всесоюзному радио. В 70-х годах выпущен сборник его песен «Уттундурбас час». В 1980 году вышел его сборник песен «Незабываемая весна». Солаан Кыргысович Базыр-оол создал несколько десятков песен, часть которых печатались в выпущенных Тувинским книжным издательством сборниках песен.

## Произведения
- В 1954 году написал свою первую песню «Черемуха» на стихи Ю. Кюнзегеш
- В 1980 году вышел в свет сборник песен С. Базыр-оола «Уттундурбас час».
- Очень популярными стали песни на слова народного писателя Тувы С. Б. Пюрбю «В осеннем саду» и «Арыкчыгаш».
- «Итпиктин ыры» на слова Чооду Кара-Куске.
- «Вальс выпускников» на слова Куулар Черлиг-оола.
- Когда родился сын и дочь дяди, в порыве нежных чувств он посвящает малышам «Колыбельную».
- «Өннуктерим кайда силер?» (сл. В.Серен-оол,1971 г.)
- «Уттундурбас час» на слова Владимира Серен-оола.
- «Амгы шагныӊ төлдери бис!» на слова Х. Ойдан-оолдуу.
- «Кичээливис дагынаалы» сл. и музыка С.Базыр-оола.
- «Сөглеп берем» сл. К.Кудажы
- «Ажылчы чоннуӊ оглу мен» сл. О. Сувакпиттии
- «Партия Ленина — гордость народная» сл. И.Шелухина
- Песня «Хадын». Слова написала известная поэтесса Светлана Владимировна Козлова.
- Песня «Авамга» на слова Салчак Дамба

## Награды и звания
- Заслуженный работник культуры Тувинской АССР
- Почетная грамота за творческий успех на Тувинском республиканском смотре сельской художественной самодеятельности в честь 20-летия Советской Тувы.